# Antoine Louis Claude Destutt de Tracy

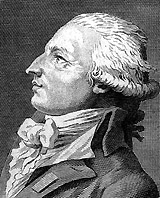
Antoine-Louis-Claude Destutt de Tracy

Antoine Louis Claude Destutt, comte de Tracy (* 20. Juli 1754 in Paris; † 10. März 1836 ebenda) war ein französischer Philosoph und Politiker der späten Aufklärung. Er gilt als Begründer der Ideologie als der Wissenschaft von den Ideen, die den Obskurantismus überwinden sollte.

## Leben und Schaffen

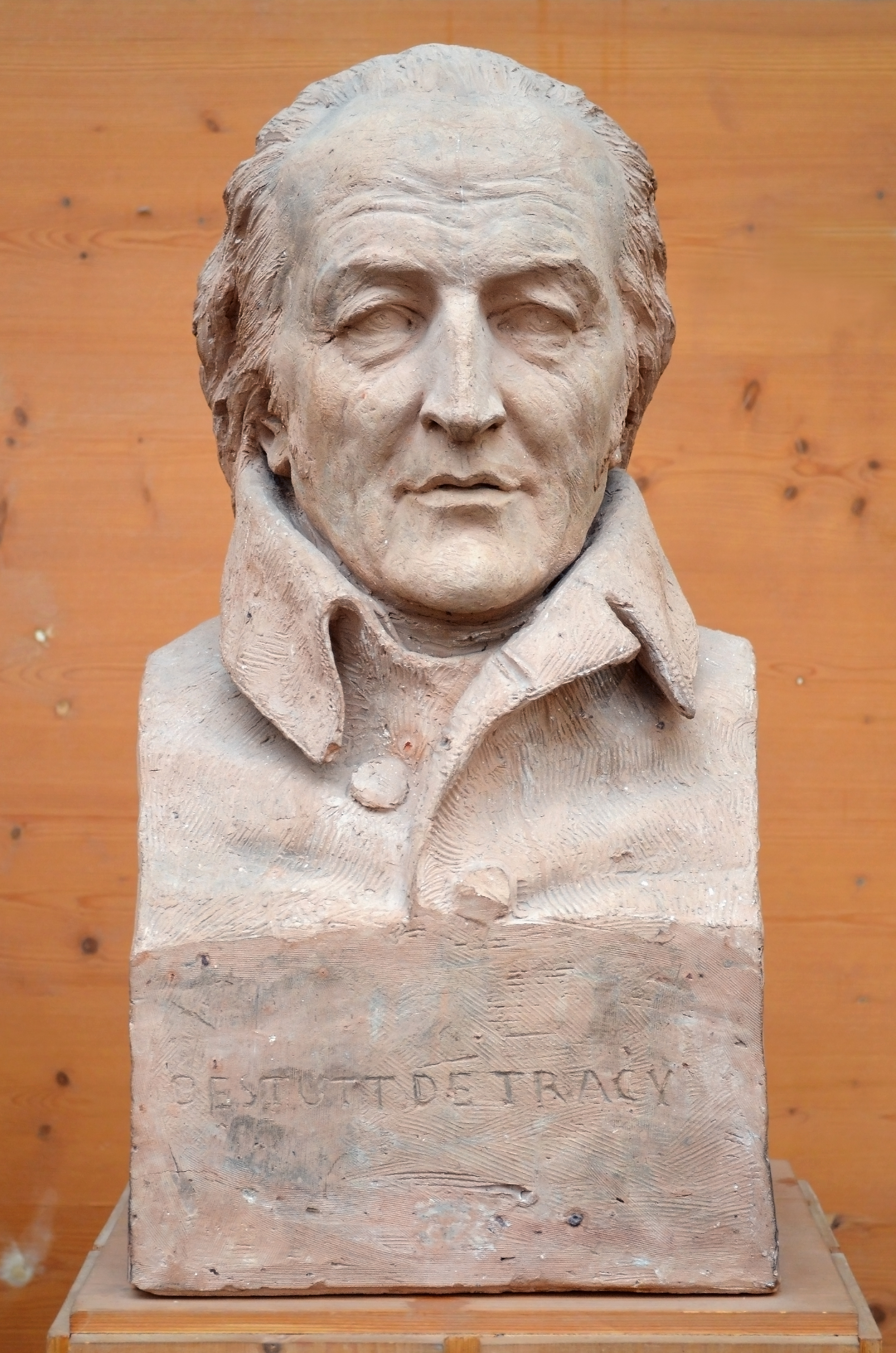
Destutt de Tracy, Büste von David d’Angers (1837)

Er war der Sohn von Claude-Louis-Charles Destutt, dem Marquis de Tracy, einem Berufssoldaten, der 1766 an den Folgen seiner Verletzungen starb, die er sich in der Schlacht von Minden zugezogen hatte. Die Familie der Destutt (auch „de Stutt“) stammt von einem Adelsgeschlecht aus Schottland ab.
Zu Beginn der französischen Revolution war er Oberst und Deputierter der Generalstände. Er neigte der liberalen Partei zu, war Mitglied in der Gesellschaft der Dreißig und stimmte unter anderem für die Abschaffung der Adelsprivilegien. Als Aufklärer gehörte er dem Salon der Madame Helvétius an.
1792 verließ er zusammen mit Lafayette Frankreich, kehrte jedoch 1793 zurück und wurde verhaftet. Erst nach dem Sturz Robespierres wurde er auf freien Fuß gesetzt.
Während der Herrschaft Napoleons war er Senator und wurde nach der Restitution der Bourbonen zum Pair von Frankreich ernannt.
Von 1808 bis zu seinem Tode hatte er den vierzigsten Sessel in der Académie française inne.

## Werke
- Éléments d’idéologie, Paris 1801–15. Reprint in 4 Bänden bei Frommann-Holzboog, Stuttgart-Bad Cannstatt 1977, ISBN 978-3-7728-0104-4. Deutsche Ausgabe: Grundzüge einer Ideenlehre I-V. Auf der Grundlage der Übersetzung aus dem Französischen von Claus Sonnenschein-Werner, herausgegeben, eingeleitet und annotiert von Hans Jörg Sandkühler, 5 in 4 Bänden, Stuttgart 2016–2020, ISBN 978-3-7728-2730-3.
- Commentaire sur l’esprit des lois de Montesquieu. – Lüttich 1817. Paris: Delaunay, 1819. – Document électronique
- Traité d’économie politique, Paris, Bouguet et Levi, 1823 1. Aufl. 1815 (Georgetown 1817: Translated by Thomas Jefferson (1743–1826))